# Liste der denkmalgeschützten Objekte in Hellmonsödt
Die Liste der denkmalgeschützten Objekte in Hellmonsödt enthält die 7 denkmalgeschützten, unbeweglichen Objekte der Gemeinde Hellmonsödt in Oberösterreich (Bezirk Urfahr-Umgebung).

## Denkmäler
| Foto |                 | Denkmal | Standort                               | Beschreibung | Metadaten |
| ---- | --------------- | --- | -------------------------------------- | --- | --- |
| ja   | Datei hochladen | Pranger HERIS-ID: 21125 Objekt-ID: 17439                                                                          | Marktplatz Standort KG: Hellmonsödt    | Der Pranger vor der Pfarrkirche wurde 1983 hierher versetzt und ist mit der Jahreszahl 1566 bezeichnet. | BDA-Hist.: Q37859122 Status: § 2a Stand der BDA-Liste: 2025-06-30 Name: Pranger GstNr.: 1219/2                                                                       |
| ja   | Datei hochladen | Figurenbildstock hl. Johannes Nepomuk HERIS-ID: 62499 Objekt-ID: 75055                                            | Marktplatz Standort KG: Hellmonsödt    | Der Figurenbildstock hl. Johannes Nepomuk befindet sich an der östlichen Chormauer der Pfarrkirche und besteht aus einem barocken Sockel mit Relief und Engeln sowie aus einer Figur des Heiligen Johannes Nepomuk aus der Mitte des 18. Jahrhunderts. | BDA-Hist.: Q38100062 Status: § 2a Stand der BDA-Liste: 2025-06-30 Name: Figurenbildstock hl. Johannes Nepomuk GstNr.: 1219/2                                         |
| ja   | Datei hochladen | Kath. Pfarrkirche hl. Alexius HERIS-ID: 21112 Objekt-ID: 17426                                                    | Marktplatz Standort KG: Hellmonsödt    | Nach der Zerstörung der romanischen Kirche durch die Hussiten wurde ab 1441 die Kirche neu errichtet. Der Bau des Chores erfolgte zu Beginn des 16. Jahrhunderts. Die dreischiffige, vierjochige Langhaus mit Kreuzrippengewölbe sowie zweijochigem Chor mit 5/8-Schluss wurde nach einem Brand 1804, der die komplette Einrichtung zerstörte, mit einem spätbarocken Hochaltar sowie spätbarocken Seitenaltären ausgestattet. | BDA-Hist.: Q37859030 Status: § 2a Stand der BDA-Liste: 2025-06-30 Name: Kath. Pfarrkirche hl. Alexius GstNr.: .1 Saint Alexius of Rome Church (Hellmonsödt)          |
| ja   | Datei hochladen | Bürgerhaus HERIS-ID: 21122 Objekt-ID: 17436                                                                       | Marktplatz 9 Standort KG: Hellmonsödt  | Das Bürgerhaus wurde Ende des 17. Jahrhunderts errichtet und besitzt eine Fassade mit spätbarockem Stuckdekor. | BDA-Hist.: Q37859084 Status: Bescheid Stand der BDA-Liste: 2025-06-30 Name: Bürgerhaus GstNr.: .9                                                                    |
| ja   | Datei hochladen | Pfarrhof HERIS-ID: 21120 Objekt-ID: 17434                                                                         | Marktplatz 14 Standort KG: Hellmonsödt | Der zweigeschoßige Pfarrhof der Pfarre Hellmonsödt besitzt Bauteile aus dem 17. und 19. Jahrhundert und verfügt über eine barocke, rundbogige Einfahrt sowie Fenster mit barockem Gewände und Streckgittern. | BDA-Hist.: Q37859044 Status: § 2a Stand der BDA-Liste: 2025-06-30 Name: Pfarrhof GstNr.: .4                                                                          |
| ja   | Datei hochladen | Freilichtmuseum Mittermayrhof HERIS-ID: 21123 Objekt-ID: 17437                                                    | Pelmberg 3 Standort KG: Pelmberg       | Das Freilichtmuseum Mittermayrhof entstand zwischen dem 16. und 18. Jahrhundert als Dreiseithof, der im 18. bis 19. Jahrhundert durch Zubau eines Speicherkastens zum Einspringerhof erweitert wurde. | BDA-Hist.: Q37859109 Status: Bescheid Stand der BDA-Liste: 2025-06-30 Name: Freilichtmuseum Mittermayrhof GstNr.: .15, 98 Freilichtmuseum Pelmberg (Hellmonsödt)     |
| ja   | Datei hochladen | Kongregation der barmherzigen Schwestern vom III. Orden des hl. Franz von Assisi HERIS-ID: 21121 Objekt-ID: 17435 | Hofstätte 25 Standort KG: Hellmonsödt  | Die Kongregation der barmherzigen Schwestern vom III. Orden des hl. Franz von Assisi wurde 1929 als monumentaler, zweigeschoßiger Bau mit Walmdach und Dachreiter errichtet. Stilistisch ist das Gebäude von einer Mischung aus Heimatstil und expressiven Elementen geprägt. | BDA-Hist.: Q37859072 Status: § 2a Stand der BDA-Liste: 2025-06-30 Name: Kongregation der barmherzigen Schwestern vom III. Orden des hl. Franz von Assisi GstNr.: .40 |